# Homlok

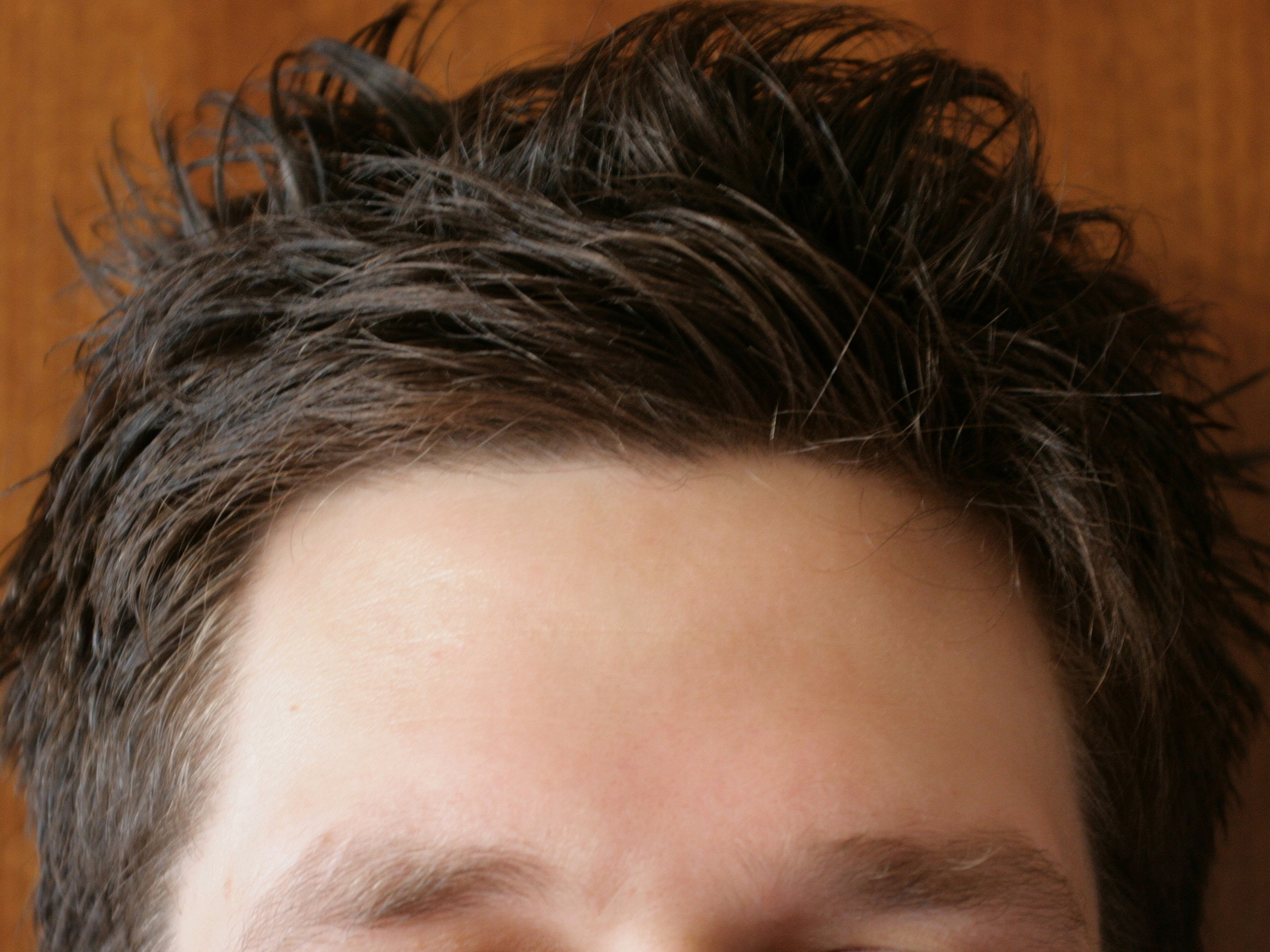
Homlok

A homlok (frons) az arc (facies) felső, a szemöldök felső szélétől a hajkorona alsó széléig terjedő része. Alapját a homlokcsont pikkelyrésze képezi. Csontos koponyán a homlokcsont pikkelyrészének szemöldökív feletti részét soroljuk ide. Kétoldali szimmetrikus részek varratának összecsontosodásával jön létre. A varrat maradványa esetenként a csont orrgyök fölötti részén megfigyelhető.